# Urovica
Urovica es un pueblo ubicado en la municipalidad de Negotin, en el distrito de Bor, Serbia.

## Superficie
Posee una superficie de 114,3 kilómetros cuadrados.

## Demografía
Hasta 2011 la población era de 831 habitantes, con una densidad de población de 7,271 habitantes por kilómetro cuadrado.